# Birotondă pentagonală giroalungită
În geometrie birotonda pentagonală giroalungită este un poliedru convex construit prin giroalungirea unei birotonde pentagonale (J34) sau a unui icosidodecaedru (poliedru arhimedic) prin inserarea unei antiprisme decagonale între cele două jumătăți. Este poliedrul Johnson J48.
Birotonda pentagonală giroalungită este unul dintre cele cinci poliedre Johnson care sunt chirale, ceea ce înseamnă că au o formă „pe stânga” și una „pe dreapta”. În imaginea din casetă, fiecare față pentagonală din jumătatea inferioară a figurii este conectată printr-o cale de două fețe triunghiulare de o față pentagonală deasupra ei și la stânga. În figura cu chiralitate opusă (imaginea în oglindă a figurii ilustrate), fiecare pentagon de jos ar fi conectat la o față pentagonală de deasupra ei și la dreapta. Cele două forme chirale ale lui J48 nu sunt considerate poliedre Johnson diferite.

## Mărimi asociate
Următoarele formule pentru arie, A și volum, V sunt stabilite pentru lungimea laturilor tuturor poligoanelor (care sunt regulate) a:
Aria este suma ariei birotondei pentagonale plus aria celor 20 triunghiuri ale antiprismei decagonale:
{\displaystyle A=A_{J34}+20A_{\{3\}}=\left(10{\sqrt {3}}+3{\sqrt {25+10{\sqrt {5}}}}\right)a^{2}\approx 37,966237~a^{2},}
Volumul este suma volumelor birotondei pentagonale plus a antiprismei decagonale:
{\displaystyle V=V_{J34}+V_{s\{2,20\}}={\frac {1}{6}}\left(45+17{\sqrt {5}}+5{\sqrt {2\left({\sqrt {650+290{\sqrt {5}}}}-{\sqrt {5}}-1\right)}}\;\right)a^{3}\approx 20,584814~a^{3}.}